# دهستان تهلاب
دهستان تهلاب، یکی از دهستان‌های بخش ریگ ملک شهرستان میرجاوه در استان سیستان و بلوچستان ایران است. مرکز این دهستان، روستای حاج گمی است.

## جمعیت
بر پایه سرشماری عمومی نفوس و مسکن در سال ۱۳۹۵، جمعیت دهستان تهلاب برابر با ۲٬۰۱۸ نفر بوده‌است.